# Visual kei
Visual kei (яп. ヴィジュアル系 Видзюару кэй, «визуальный стиль», «Вижуал-кэй») — жанр японской музыки, возникший на базе J-Rock’а в результате смешения его с глэм-роком, металом и панк-роком в 1980-х годах. Visual kei буквально означает «визуальный стиль». Так называется направление в японской рок-музыке, выделяющееся использованием макияжа, сложных причёсок, ярких костюмов и часто андрогинной эстетики.
Основателями данного стиля в Японии были такие группы, как
X Japan, BUCK-TICK, Luna Sea, Malice Mizer и другие, большое влияние на которые оказали западные глэм-рок-группы, прежде всего Kiss и Guns and Roses. Суть стиля visual kei состоит в том, чтобы донести часть души и своего таланта не только через музыку, но и через внешний вид: музыка и внешний вид объединяются и несут общий смысл, шокируя и привлекая таким образом слушателей. Центральное место в эстетике Visual kei занимает андрогинный идеал человека. С точки зрения японца, женственный мужчина, пользующийся макияжем, не гей, а как раз напротив — дамский угодник. Вокруг visual kei сформировалась субкультура, движущей силой которой явилось ядро фанатов групп этого направления, использовавших имидж любимых музыкантов: в большинстве своём — мужчин, которые, в свою очередь, использовали женские макияж и одежду.

## История

### Первая волна, японскийглэм-метал(1982—1992)
В 1970—1980 году большую популярность в Европе имели глэм-рок и метал. Одна из самых известных групп того времени Kiss, работавшая на стыке двух этих жанров и ставшая популярной благодаря эффектному гриму, шокирующему на то время имиджу и ярким сценическим шоу, выступила в 1977 году на токийском стадионе Ниппон Будокан. Это событие вызвало в стране волну увлечения творчеством группы и произвело впечатление на будущего основателя Visual kei hide (настоящие имя Хидэто Мацумото яп. 松本 秀人) — альбом Kiss Alive!, собственно, и сделал его рок-фанатом. Впоследствии Хидэ присоединился к неофициальному фан-клубу Kiss в своём родном городе Йокосуке и через год купил свою первую гитару.
В 1987 году Хидэ по приглашению Ёсики Хаяси (яп. 林 佳樹 ) стал участником X Japan — первой японской рок-группы, добившейся мирового успеха и ставшей новатором в visual kei. Несмотря на то что коллектив существовал ещё с 1979 года (неофициально), они впервые дебютировали только в 1985 с синглом „I’ll Kill You“, посвящённому Войне во Вьетнаме. Для того, чтобы выбиться из числа инди-групп и просто быть не похожими на других, Ёсики и Хидэ первыми начали использовать образ западных глэм-метал-групп, поклонником которых являлся Хидэ. Вскоре они получили мейджор-статус и стали самой успешной рок-группой Японии. В ответ на вопрос „В чём суть вашего творчества?“ Ёсики охарактеризовал его как Psychedelic Violence — Crime of Visual Shock („психоделическое насилие, преступление визуального шока“. Впоследствии для краткости осталось только само понятие visual, в конце концов обрело современное название Visual kei (яп. ヴィジュアル系 Видзюару кэй, «визуальный стиль»). Ёсики вспоминал:
Мне кажется, что мне очень повезло, что мы начали давно, и, знаете, мы не хотели, чтобы нам было скучно, и хотели полностью отличаться ото всех. Мы просто хотели быть оригинальными. Мы были как самые паршивые овцы в семье. Конечно, на нас было много макияжа и всё такое. Для нас это действительно было трудное время, ведь мы начали играть давно, а сейчас полно visual-kei-групп по всему миру. Это очень неожиданно, к тому же среди них есть столько великолепных исполнителей. Именно из-за них некоторые и услышали об X JAPAN, поэтому я им очень благодарен.
Этот путь решили повторить и другие японские рок-коллективы. Многие Visual-kei-группы 1980-х годов исполняли глэм-метал, а упор делали на гротескный имидж: к их числу относились X Japan и COLOR.
Вокалист последней, Томми „Динамит“, впоследствии в 1986 году основал один из крупнейших лейблов Free-Will.
Творчество этих групп в основном было похоже на западный, в основном американский и британский, глэм-метал.
В это же время начали набирать обороты такие группы, как D'erlanger и BUCK-TICK, в отличие от большинства глэм-метал-групп ориентировавшиеся скорее на готическую музыку. Поклонниками последних были многие будущие звёзды Visual kei. Киёхару (настоящие имя Киёхару Мори яп. 森 清治), будущий вокалист Kuroyume назвал вокалиста группы «необычайно горячим и замечательным человеком», а Таканори Нисикава (яп. 西川貴教, основатель Abingdon Boys School), более известный как TMRevolution, признался что является поклонником этой группы. Кё, вокалист Dir en Grey, в качестве одного из первых источников творческого вдохновения называл одну уже только фотографию вокалиста BUCK-TICK Ацуси Сакураи. В своё время именно BUCK-TICK первыми начали использовать фан-сервис для привлечения женской аудитории и заложили основу будущего «готического развития» visual kei, хотя вначале они подвергались критике за такие эксперименты со звучанием.

### Вторая волна, появление готики и андрогинности в направлении (1992—2001)

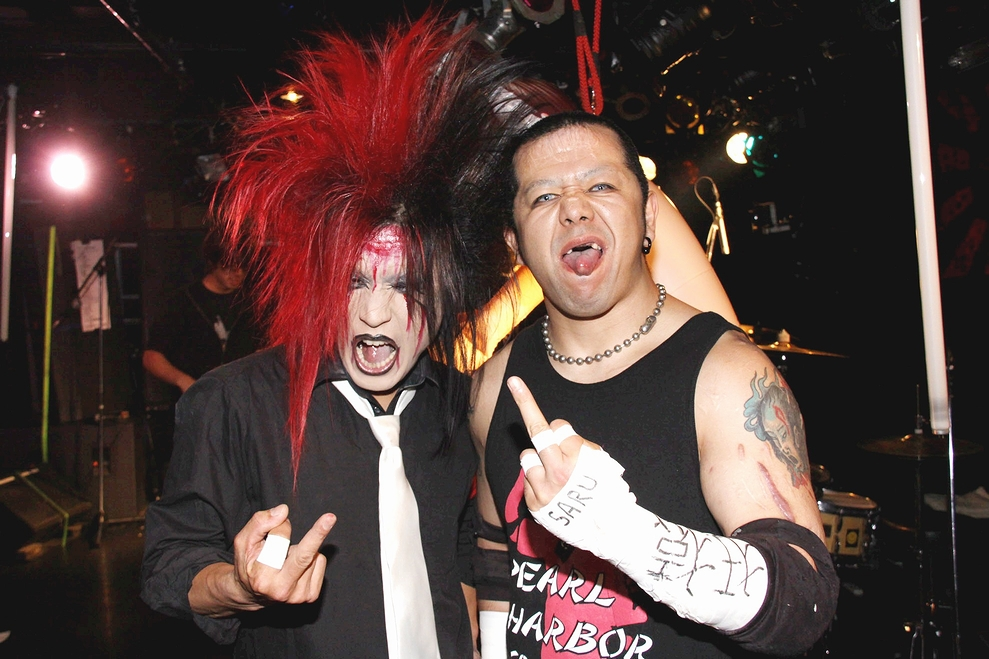
Shizuki (ныне в Art Cube), бывший барабанщик одной из старейших групп «золотого века» вместе с японским реслером Дзюном Косаем

В 1990-х годах, после спада популярности глэм-метала и рассвета альтернативного рока, большинство visual-kei-групп начали эксплуатировать готический имидж. В 1992 году образовалась группа Malice Mizer, лидер которой, гитарист Мана, одевался на сцене в женскую одежду и с помощью макияжа придавал себе андрогинный облик — использовал изобретённый им образ готической лолиты. В музыкальном плане они также отличались от старых групп, по мнению AllMusic их творчество сочетало: дарквейв, техно, синтипоп, неоклассику, и впоследствии готический метал. Вместе с группой Kuroyume они стали определяющей силой сцены вижуал-кэя в течение следующих десяти лет, времени, которое некоторые критики считают «золотым веком visual kei».
Наиболее типичными и популярными группами этого направления считаются Baiser и Syndrome — группа Кисаки (яп. 妃), бывшего басиста La:Sadie’s и в особенности Kuroyume. Международный портал JaME так оценил их творчество: «Группу Kuroyume можно смело назвать ярчайшим представителем японской visual kei сцены 90-х годов. За короткое время группе удалось из ничего превратиться в одну из самых знаменитых и любимых групп Японии». По мнению музыкального критика Алексея Ерёменко, масштабы влияния Kuroyume на сцену второй волны вижуал-кэя сравнимы с влиянием X Japan на первые группы этого жанра.
Некоторые группы, в отличие от популярного готического образа, стали использовать элементы традиционной японской культуры в музыке и текстах. Появились такие группы, как Onmyo-za, которая сочетала в себе западный хеви-метал и японские народные мелодии, а в лирике использовала японскую мифологию.
Параллельно традиционному направлению в городе Нагоя стала формироваться сцена Nagoya kei (яп. 名古屋ヴィジュアル系 Нагойский стиль), давшая название и ответвлению жанра. Первопроходцами его были музыканты группы Silver~Rose, начавшей свою карьеру в 1990-х годах. Несмотря на короткую историю, коллективу удалось повлиять на многих музыкантов, впоследствии развивших этот жанр. В числе тех, кто способствовал этому развитию, были такие коллективы, как Merry Go Round, Laputa и kei n, внесшие свой вклад в традиции звучания, лирики и атмосферы. В отличие от старых направлений, которые создавали музыку под влиянием глэма и различных направлений готической музыки, на группы Нагоя-кэй оказали сильное влияние британский панк и западный готик- или дэт-метал. В сравнении с котэ для Нагоя-кэй характерны более мрачная атмосфера, относительно высокая брутальность звучания, присутствие утяжелённых гитарных и бас-гитарных партий, использование таких вокальных приёмов, как гроул и скрим. Особое внимание коллективы этого направления уделяли сценическому воплощению своих творческих идей. Так, участникам группы Deathgaze нравились «дикие» выступления западных музыкантов, и они захотели сами повторить подобное:
Нам уже доставалось за то, что мы в своё время творили. Поэтому мы решили сделать упор на внешность, а не на действия. На нас зарубежные исполнители оказали гораздо большее влияние, нежели на другие visual-kei-группы. Например, музыканты из Nine Inch Nails выступали полностью в грязи, а нам всем казалось, что иностранцы творят такие дикие вещи, и это нам так понравилось! И теперь мы хотим быть впереди всей вселенной!
По мере того, как развивался западный альтернативный рок, утяжелялось и звучание групп Нагоя-кэй; в их творчестве стали появляться элементы хардкора, альтернативного или трэш/дет-метала.

#### Кризис (1999—2000)
К 1999 году мейнстримовая популярность вижуал-кэя пошла на спад, X Japan прекратили своё существование из-за ухода вокалиста в религиозную секту, а вскоре умер их ведущий гитарист и один из основателей Visual kei Hide. По официальной информации, он совершил самоубийство, но его родственники и коллеги по группе больше склонялись к версии о несчастном случае. Смерть Хидэ вызвала большой резонанс в обществе, три фаната погибли, покончив с собой (воспроизведя суицид в той же форме), более 50 000 людей пришли на его похороны в Цукидзи Хонган-дзи, около 60 человек госпитализированы и примерно двумстам понадобилась срочная медицинская помощь, оказанная на месте. В начале следующего десятилетия распались многие группы — такие, как Baiser и Malice Mizer

### Третья волна, зарождение Neo Vijuaru kei (2001 — наше время)

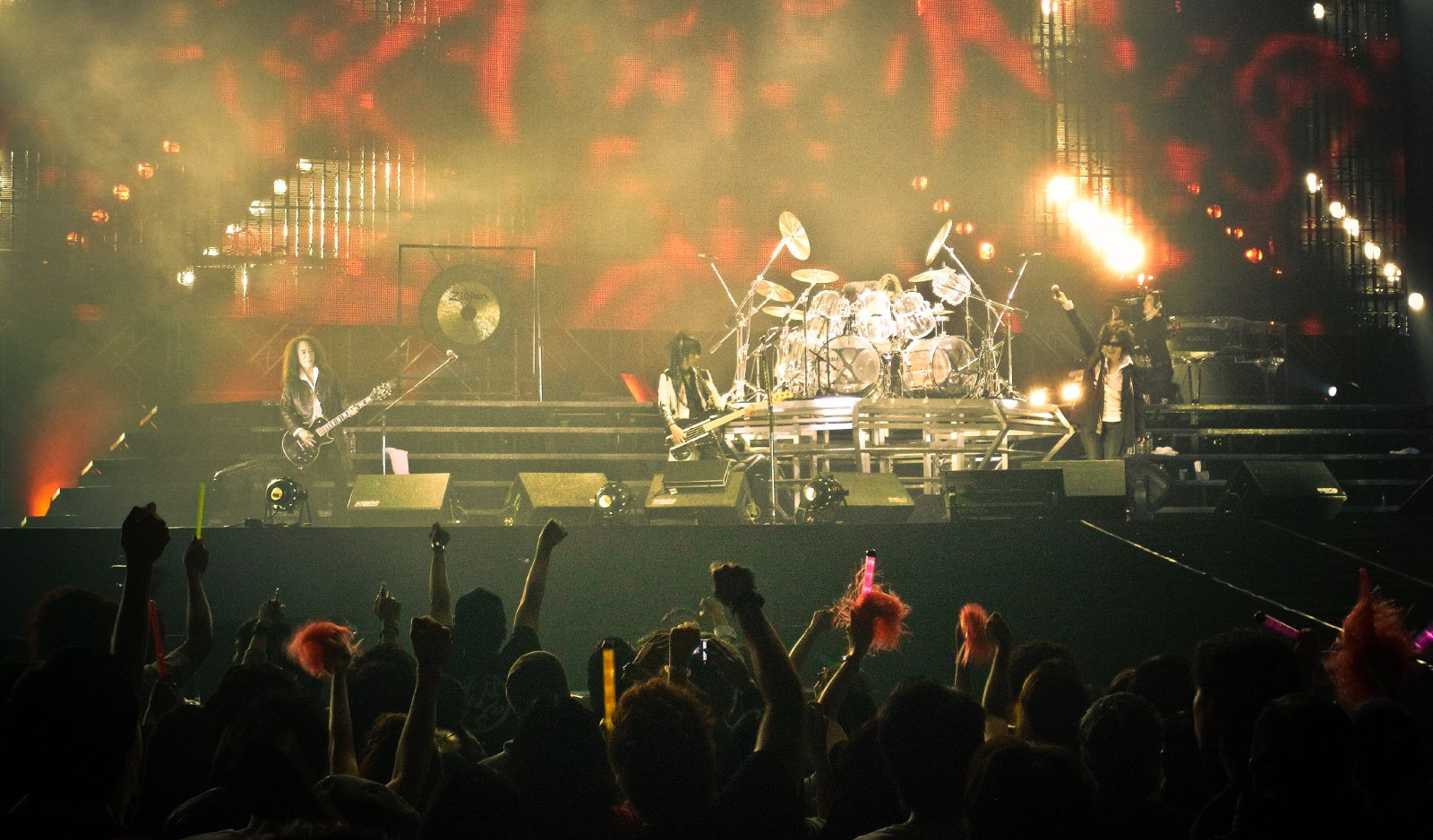
X Japan выступают во время мирового тура в Гонконге (2009 год)

В начале XXI века (2000—2003) жанр снова начал набирать популярность, чему в немалой степени способствовало воссоединение Luna Sea и X Japan. Движение, которое в прессе получило название neo vijuaru kei, сформировали такие ставшие вскоре известными коллективы, как An Cafe (появились в 2001 году), The Gazette, DeathGaze (2003), lynch (2004) и Alice Nine (2004). В сравнении с группами прежних поколений исполнители neo vijuaru kei выглядели более разнообразно; многие из них — Versailles, Matenrou Opera, NoGoD — находились под влиянием метала и его производных, в частности, металкора (Deluhi, а также у указанных выше NoGoD). Именно метал помог NoGoD занят 8 место в списке «50 самых перспективных молодых групп 2008 года», а их сингл «Atria» признавался фанатами visual kei как один из самых величайших синглов всех времён в этом жанре. Другая же группа Versailles благодаря металлическому звучанию в соединении с ярким образом уже смогла отправиться в гастроли по Германии в то время когда СМИ в Японии только заметили их на музыкальной сцене.
В те же годы, в противовес подавляющему большинству групп visual kei — агрессивных в музыке, мрачных в имидже и текстах, — появилось направление oshare kei (お洒落系　— слащавый, фешенебельный, элегантный). Первой группой, относившей себя к oshare kei, была Baroque, основанная в 2001 году, однако принято считать, что основной импульс развитию этой линии жанра придала группа An Cafe. Oshare-бэнды, в большинстве своём, начали использовать яркие цвета (например розовый, вместо преобладающих у котэ и нагоя чёрного и красного). Стилистическую основу в музыке oshare kei составили альтернативный рок, синти-поп, электроника (реже — музыка более тяжёлых направлений); характерным аспектом лирики стало освещение позитивных моментов жизни, что также отличает их от остальных направлений жанра.
Пионеры направления oshare kei, в большинстве своём, находились под влиянием поп-музыки — An Cafe играли поп-рок, а Kra смешивала пауэр-поп с кантри и джазовыми элементами.
При том, что эти музыканты придерживались более повседневного и обычного стиля в одежде, облик их в цветовом плане отличался сравнительной жизнерадостностью. An Cafe первыми начали культивировать броский, ребяческий имидж; участники этой группы сделали себя похожими, скорее, на девочек-подростков. Ту же линию продолжили участники oshare-группы Charlotte, в качестве символа «невинности» использовавшие школьную форму.
К 2007—2008 годам начали возрождаться старые направления и появляться новые коллективы во главе с лидерами распавшихся в прошлом групп, работающие в сходной стилистике. Появилось, в частности, множество nagoya-групп, в их числе — WERKMARE, Meth, Kagerou, Yaminade.

#### Землетрясение в Японии
Днём 11 марта 2011 года в 14:46 по японскому времени в Японии произошло крупнейшее в её истории землетрясение — Землетрясение около Хонсю, повергшее страну в тяжелейший кризис со времён Второй Мировой Войны. Практически никто из музыкантов visual kei не пострадал, но из-за природной катастрофы их деятельность, равно как и всех остальных японских музыкантов, была временно заморожена. NoGoD, The Gazette, Girugamesh и многие другие группы полностью отменили свои концерты.
13 марта известный visual-kei-музыкант и певец Gackt обратился к своим поклонникам и поклонникам visual kei вообще с просьбой помочь Японии пережить эту катастрофу.
В своём послании он попросил поклонников оказать всеобщую поддержку. Первоначально его поддержали только Таканори Нисикава и рок-группа Girugamesh.
Но через короткий промежуток времени к нему присоединилось множество известных японских деятелей, в том числе музыкантов, актёров, моделей, спортсменов и работников аниме-индустрии. Среди них neo-visual-kei-рок-группы Moran и Nightmare (соло-гитарист группы Ni-ya родом из префектуры Мияги, наиболее пострадавшей из-за землетрясения), гонщики Такаока Тацуя, Хадзиме Хитоси Вакисаки и Инокути Такаси, директор компании Fuji, а также барабанщик visual-kei-группы Luna Sea. После 15 числа к ним начали присоединяться и иностранные знаменитости.
На следующий день лидер группы X Japan Ёсики объявил, что выставляет на аукцион своё знаменитое «зеркальное» фортепиано, на котором он играл во время знаменитого концерта The Last Live, ставшего последним перед распадом группы, и тоже создаёт благотворительный фонд.
Также о сборе средств заявили Мияви и лидер Blood Киваму. Последний объявил что часть прибыли от продаж его лейблов будет пожертвована в фонд Гакта. Одновременно с этим, один из самых популярных интернет-магазинов японской музыки HearJapan объявил, что будет отправлять 50 % от всей своей прибыли гуманитарным организациям, помогающим пострадавшим в Японии. Помимо этого было объявлено, что сайт также сможет сразу посылать пожертвования, без каких либо покупок.

## Использование визуального образа

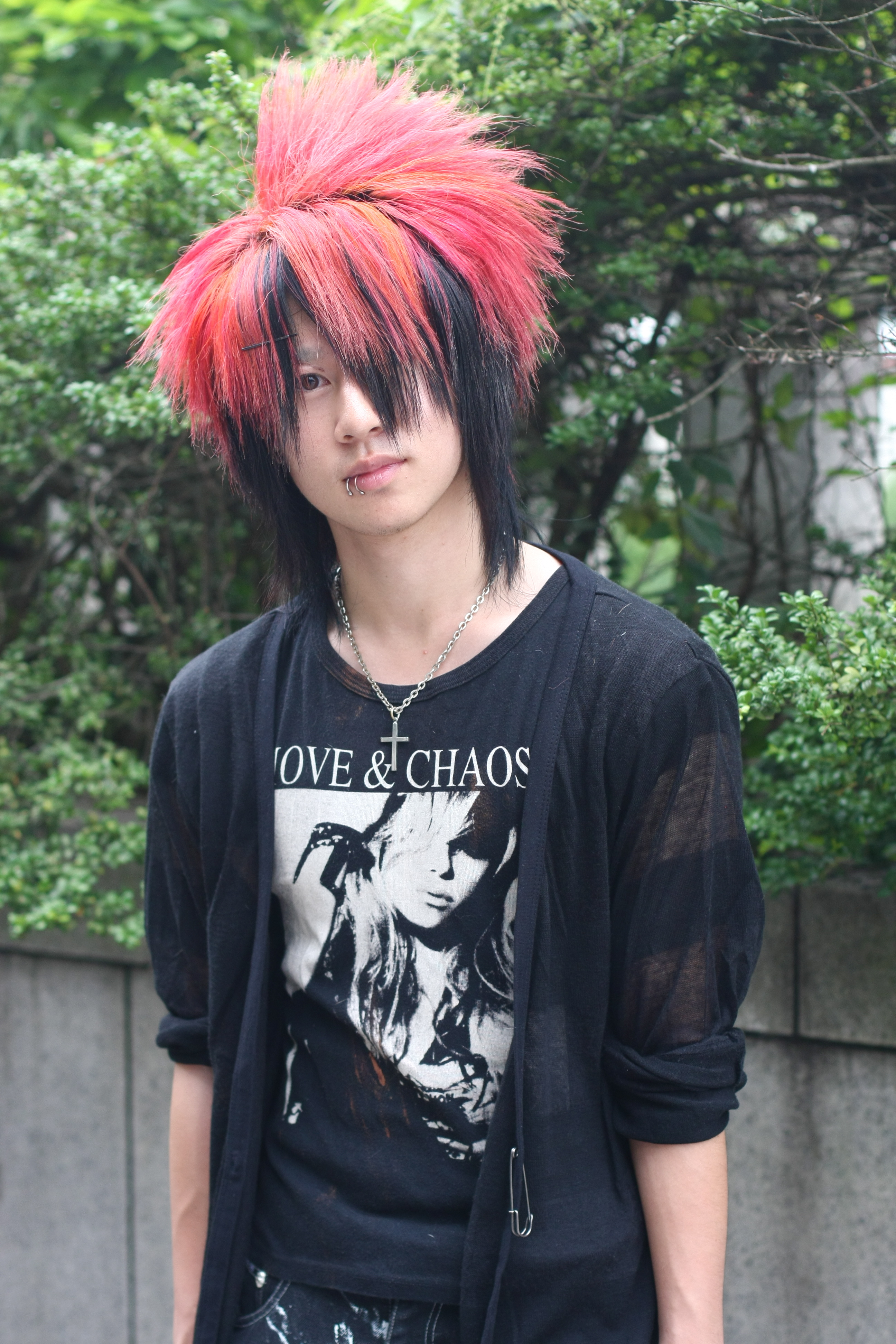
Поклонник visual kei в районе Харадзюку (Токио)

Первоначально идея активного использования грима и эксплуатации внешней образности использовалась музыкантами с тем, чтобы выбиться из ряда одинаковых групп, привлечь к себе внимание. Барабанщик X Japan Ёсики Хаяси впоследствии вспоминал:
Ну, мне кажется, я до сих пор часть visual kei. Не знаю… когда мы говорим «visual kei», это означает не только макияж. Мне кажется, это скорее то, что внутри тебя. Быть оригинальным в наше время очень сложно. Когда ты вырастаешь, довольно-таки легко оставаться в определенных рамках, но «пробить стену» и выбраться за её пределы крайне сложно. Мне кажется, это и есть истинное значение visual kei… 
Другие музыканты также отмечали большие возможности самовыражения в этом жанре, уникальность, а также его эстетические элементы: бас-гитарист группы D=OUT Рэйка считает что вижуал-кэй очень эстетичен и в какой то степени приравнивает его к искусству. В то же время, некоторые музыканты не хотят чтобы их группу любили сугубо за внешний вид, а не музыку:
Ryouhei: Для меня это нечто большее, чем выступать в гриме. Группа, в которой я играл, учась в школе, не имела ничего общего с visual kei. Примерно в то же время я увидел статью в журнале, где кто-то из исполнителей, которых относят к visual kei, говорил: «Мы хотим, чтобы нас ценили за нашу музыку». Тогда я подумал: «Если они так думают, тогда зачем используют макияж?». Когда же я начал играть в visual kei группе, я очень хорошо понял, о чем говорили те исполнители, но я также понял, что чувства обычного слушателя далеки от подобных мыслей. Так что теперь Megamasso выступают в гриме, и наш внешний вид подчеркивает то, что мы поступаем так, как нам нравится, и будем продолжать работать в том же ключе. Рёхей из Megamasso
В то же время некоторые исполнители критически относятся к группам уделяющим главное внимание внешнему виду. Так вокалистка Blood Stain Child греческого происхождения София иронизирует по поводу такого подхода:
Внешняя безукоризненность может быть опьяняющей настолько, что заставляет людей забыть, что быть музыкантом значит играть музыку

### Visual kei и «Готическая лолита»
Во внешнем облике групп, относящихся к visual kei, проявилось такое модное направление, как «Готическая лолита». В свою очередь, группы второй волны visual kei — такие, как Malice Mizer, повлияли на развитие этой субкультуры и своим внешним видом популяризировали эту моду среди поклонников подобных групп.
Впоследствии «Готическая лолита» и Visual kei, замкнулись во взаимосвязанную пару явлений, друг друга взаимоподпитывающих: в журналах, посвящённых «лолитам», статьи об исполнителях и релизах Visual kei стали привычными. Более того, самое известное издание о субкультуре «лолит» Gothic & Lolita Bible было создано при участии Маны из Malice Mizer. Привычными для облика музыкантов Visual kei стало использование и одеяний «лолит»; характерными примерами могут служить образы бывшего гитариста группы Aicle. Кэйты, бас-гитариста группы NoGoD или гитариста и вокалистки дэт-метал группы Blood Stain Child. О своём интересе к этому направлению в моде говорили многие музыканты visual kei.
Певец Кая так объяснил свой интерес к ношению платьев:
Я ношу платье потому, что традиционно женщины носят платья, а мужчины штаны. Мне не нравятся такие традиции. Я думаю, что это прекрасно, если пожилой мужчина носит платье. Если он хочет носить его, то отлично, пускай носит. Любой человек должен иметь возможность носить то, что он хочет, и, надевая платье, я показываю миру, что это возможно. Я хочу стать для людей поводом, который позволит сказать — «О! Да он носит платье! Может это удобно? Надо попробовать». Для этого я ношу платья и выступаю..

### Visual kei икосплей
Группы стиля Visual kei черпали вдохновение также в фантастике, видеоиграх и аниме. В наибольшей степени это проявилось в творчестве Psycho le Cému, гитарист и басист которой (Lida и Seek) после распада группы собрали подобные коллективы: ISABELLE и Mix Speakers inc, во втором из которых играют сейчас. Примером тому может служить группа Uchusentai NOIZ, использующая стереотипы и штампы из сэнтай-сериалов, а также группа S, источники вдохновения искавшая в аниме, манге и видеоиграх. В творчестве молодой группы Virgil наряду с музыкальной составляющей развилась и кинематографическая: музыканты снимаются в собственных фильмах, эксплуатируя стереотипный в аниме образ «Хозяин и слуги».

## Характерные особенности стиля

### Музыка
Традиционно — с тех времён, когда в жанре господствовали его пионеры (X Japan, Baiser и др.) — в состав группы Visual kei входят вокалист, два гитариста, басист и ударник. Несмотря на частое использование в visual kei клавишных и электроники, присутствие клавишника в составе — редкое для представителей этого жанра явление. Исключением из этого правила являются An Cafe и Matenrou Opera: группы, имеющие в своих составах клавишников, Юки и Аяме соответственно.
Другой важной особенностью visual kei является использование богатой стилистической палитры. По мнению Марти Фридмена, высказаному в фильме Global Metal, успех X Japan как раз и был во многом обусловлен способностью работать в широком музыкальном спектре. В творческом наследии группы присутствуют как быстрые спид-метал-песни, так и медленные баллады, которые во многом и обеспечили им известность. По словам Фридмена, на Visual kei оказал большое влияние глэм-метал, с той лишь оговоркой, что макияж здесь призван был не столько эпатировать публику, сколько подчёркивать внешние данные музыканта. Более чем разнообразно в музыкальном отношение и творчество лидеров более поздней и современной сцены visual kei Dir en grey и The Gazette. Первые до полного ухода из вижуал-кэй сцены успели поиграть альтернативный метал, альтернативный рок, экспериментальный рок, хардкор-панк, нью метал, металкор, авангард-метал, прогрессивный рок, отметились и в других жанрах. The Gazette, работая в основном в струе альтернативного метала, использовали в своём творчестве элементы хип-хопа, панк-рока и японской поп-музыки. В том числе это заключается и в желании самих японских музыкантов, создать неповторимое и уникальное звучание. Так Рю — гитарист и сооснователь группы Blood Stain Child подчёркивает что помимо метала, он интересуется трансом и другой электронной музыкой.
Отдельным вопросом стоит связь visual kei с «родившей» его сценой метала. Хотя пионеры японского хэви-метала — GASTUNK, DOOM, Anthem и легендарные Loudness в своём внешнем образе не сильно отличались от стандартного имиджа этого жанра музыки, с появлением X Japan, Seikima II и Aion visual kei тесно связался с металлической сценой. Японский актёр и известный поклонник металлической музыки Avery Fane отмечает что:
Каждый, кто обращал внимание на японскую индустрию, мог отметить одну простую тенденцию: в один день платья и макияж, в другой – прикид настоящего металлиста». По его словам, такие группы, как, к примеру, Dir en Grey и Kuroyume, сменили имидж, но в конце концов «это всё те же группы, играющие всё тот же металл....Металл-группы наводнили Сибую и Харадзюку, где раньше царил визуал-кэй. Такие группы даже играют в Аояме и Омотэсандо, которые обычно резервировались под показы мод. Как будто каждый решил вместе исполнять рок
В то время когда такие группы, как Blood Stain Child, открывают для себя visual-kei-сцену, visual-kei-группы пошли им навстречу, всё больше утяжеляя и усложняя музыку. Например NoGoD и Versailles получили много похвал от критиков за их западное металлическое звучание и инструментальные таланты своих музыкантов.

### Тексты и тематика
Практически все группы visual kei исполняют песни на японском языке, поскольку ориентируются на домашнюю публику. Групп, исполняющих некоторые песни на английском, немного: в их числе — Blood Stain Child, ориентирующиеся заведомо на западную аудиторию, и GPKISM — дарквейв-коллектив, основанный австралийским вокалистом.
«Этот мир связан с голубым небом и все живы 

Даже если ты далеко, даже если ты отдалён, ты не один

Если вы не видите завтра из-за неопределённости и,

Когда вы теряете уверенность в себе

Давайте же будем петь заклинание Китэрэцу»
Лирика Visual kei не имеет какой либо общей базы; исключение составляют темы, оставшиеся от «готического» прошлого и поп-музыки (отрицательные эмоции, любовь и «разбитое сердце», мистика). Встречаются и мотивы, связанные с личными переживаниями; так, Рёнай из Blam Honey посвятил одну из песен альбома Typical Ingeniousness: Suggest болезни миастения, которой он страдал долгое время. В большинстве же случаев тематика связана со специфическим направлением visual kei, в котором работает тот или иной коллектив. Например, основные темы осярэ-кэй — любовь, светлые и радостные аспекты жизни, оптимизм и юмор. Музыканты, связанные с nagoya kei, поют, в основном, о таких вещах, как геноцид, эпидемии, общество, насилие и смерть, не чураясь при этом ненормативной лексики. Neo vijuaru kei, жанр по сути компилятивный, отличается и тематическим многообразием: например, в творчестве группы UnsraW с композициями социального звучания соседствуют песни, посвящённые любви и стремлению к сохранению индивидуальности и критикой некоторых социальных проблем Японии. Также по мнению музыкального критика англ. John Buchanan современной сцене присущ несколько «шутливо-насмешливый оттенок лирики», как пример подобных групп он указывает NoGoD. Есть и группы узкотематического склада. Так Onmyo-Za аллегорически перепевают народные сказания и мотивы, используя в текстах старояпонский язык, а вся лирика группы 12012 объединена общим сюжетом о безумии одного человека.

## Поджанры
Как самостоятельный жанр вижуал-кэй сформировался в 1990-х годах благодаря таким группам, как Kuroyume, Malice Mizer и Baiser. Группы этого периода принято относить к «вижуал-кэй старой школы» и «традиционному вижуал-кэй»; существует и термин Kotekote kei (яп. コテコテヴィジュアル系 Тяжелый вижуал-кэй), имевший отношение к использованию музыкантами обильной, «тяжёлой» косметики. Характерными для этого направления были — андрогинные наряды, в частности, сложные женственные костюмы, выполненные в общей готической эстетике, — и выкрашивание длинных волос в разнообразные, самые кричащие цвета. Сцена традиционного вижуал-кэя обычно противопоставляется осярэ-кэй и более лёгкому вижуал-кэю; после закрытия независимого лейбла matina котэ в сравнении с ними начал сдавать свои позиции. Примерами современного котэ могут служить такие группы, как Phantasmogoria и D. Особняком в котэ стоит тенденция, сформированная под влиянием феномена «готической Лолиты»; взаимовлияние вижуал-кэя и моды на образ Лолиты наилучшим образом воплотилось в творчестве таких групп, как Malice Mizer, Lareine и Versailles.
Другой известный поджанр, Nagoya kei (яп. 名古屋ヴィジュアル系 Нагойский стиль), отличается от других направлений вижуал-кэй утяжелённым звучанием. Кроме того, Нагоя-группы перенесли творческий акцент с кричащего внешнего вида на мрачную лирику и агрессивное звучание, корни которых уходят в дэт-метал, хардкор и альтернативную музыку. Классической нагоя-кэй-группой является Deathgaze.
Вокалисты её практически всегда исполняли свои партии гроулом, а тяжесть их звучания даже в рамках этого направления считалась почти чрезмерной. Простая чёрная одежда в соответствии с тяжёлым и устрашающим гримом также позволяет относить их к классическому виду нагоя. Впрочем, у термина есть свои проблемы: до сих пор идут споры о критериях включения в эту ветвь тех или иных коллективов, ведь в рамках её есть — как группы, не слишком тяжёлого звучания (9GOATS BLACK OUT), так и группы тяжёлые, но при этом внешне яркие (Lycaon). По мере того, как утяжелялось звучание представителей конкурирующих ответвлений вижуал-кэй, нагоя-кэй постепенно утратил свою главную отличительную черту, а вместе с нею — и позиции в жанре.
В это же время в андерграунде сформировалась третья сцена вижуал-кэй под названием Angura kei (яп. Андерграундный стиль). Это был протест против японского мейнстрима, где группы часто ориентировались на западные ценности и музыку. В противовес мейнстриму ангура-группы эксплуатировали японскую эстетику и внешность, и старались добавлять в творчество элементы японской народной музыки. Хотя в дальнейшем ангура практически вышла из андерграунда, термин за группами такого рода закрепился прочно.

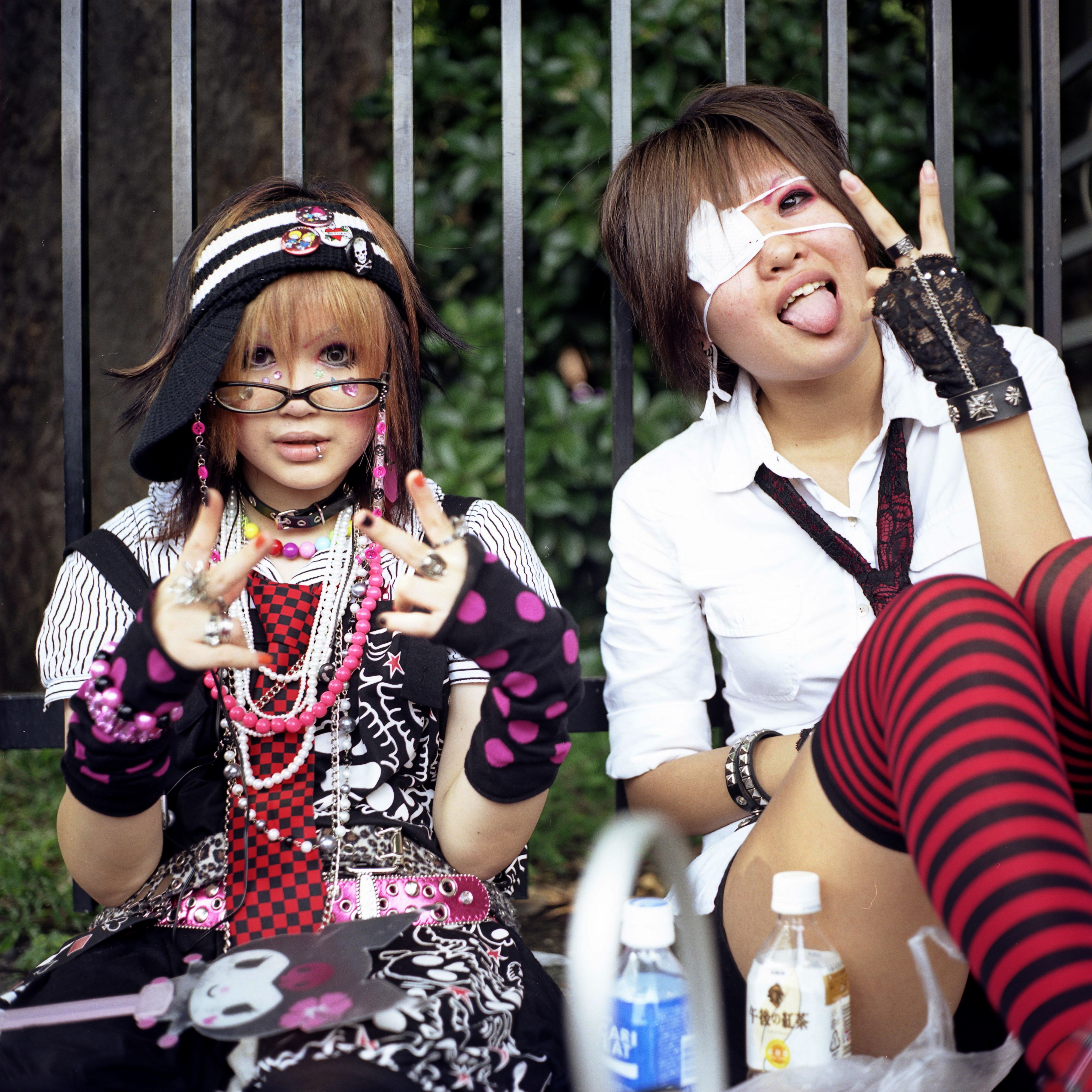
Японские девушки, одетые в стиле FRUITS, типичном для большинства осярэ-исполнителей

Последним направлением вижуала 1990-х годов стал eroguro kei (яп. эрогуро-кэй); этот стиль, оказавший влияние на общее развитие «вижуал-кэй», проявил себя также в литературе (Эдогава Рампо), кинематографе («The cabinet of Dr. Caligari», 1920), театре, живописи и манге (Суэхиро Маруо, Тосио Маэда, Хэммару Матино). Самой известной группой этого направления «эрогуро» является cali≠gari, известность которой обеспечили гротескный, пугающий имидж и эпатажное поведение.
С возрождением жанра в начале двухтысячных появилось понятие Neo vijuaru kei (яп. ネオヴィジュアル系 Новый визуальный стиль), название своё получившее от СМИ. Этот термин, применяющийся по отношению ко всем группам, возникшим после «золотого века вижуал-кэй», не имеет каких-либо музыкальных или внешних ограничений. Группы этой волны обычно быстро достигают известности, прежде всего — благодаря современным технологиям, например, таким интернет-порталам, как JaME. Загрузка первого клипа на YouTube позволила группе Versailles в короткие сроки стать известной за пределами родины и заинтересовать крупнейшие лейблы — такие, как Warner Music. Для примера, таким известным группам 1990-х, как Malice Mizer и Kuroyume, пришлось порядка 3—4 лет выступать в андерграунде, прежде чем к ним пришла массовая популярность. Именно на это время пришлось появление Oshare kei (яп. お洒落系 Осярэ -кэй - слащавый, фешенебельный, элегантный).
При том, что осярэ вошёл в мейнстрим совсем недавно, он уже стал одним из самых популярных направлений вижуал-кей; концерты некоторых групп этого направления собирают до 14 000 человек. В некотором плане осярэ представляет полную противоположность всему visual kei, который был до него. Внешний вид осярэ-музыкантов во многом связан с модой Харадзюку; именно поэтому имидж некоторых групп именовался decora kei, по аналогии с этой модой. Ведущими осярэ-группами стали чрезвычайно популярная группа Ayabie, придавшая жанру «милость и летнюю атмосферу» и основанные её бывшим гитаристом Рёхеем Megamasso.
В общих словах, осярэ-кэй — это музыкальная смесь из хард-рока, панка и танцевальной поп-музыки написанной исключительно в позитивном и мажорном ключе.

## Влияние на другие жанры и популярность

### Япония
Visual kei оказал заметное влияние на родственные ему жанры. Некоторые группы — в частности, Glay (подписавшие контракт с популярным японским продюсером Тэцуей Комуро и пользовавшиеся массивной рекламой в СМИ), Luna Sea и L'Arc-en-Ciel — использовали атрибутику visual kei, чтобы достичь коммерческого успеха; добившись своего — вернулись к обычной внешности.
Элементы visual kei проникают в J-Pop и индастриал-сцену. Под его влиянием появились такие исполнители, как Нана Китадэ и Канон Вакэсима, следующие модному стилю «лолита». В J-Pop из visual kei пришли вокалисты Klaha, T.M.Revolution и Gackt, частично сохранив элементы своего прежнего имиджа. Некоторые коллективы visual kei, в частности, BLOOD и DJ SiSeN, исполняющие электронную музыку, перейдя в индастриал, способствовали развитию японской клубной музыки и готического рока.

### Другие страны

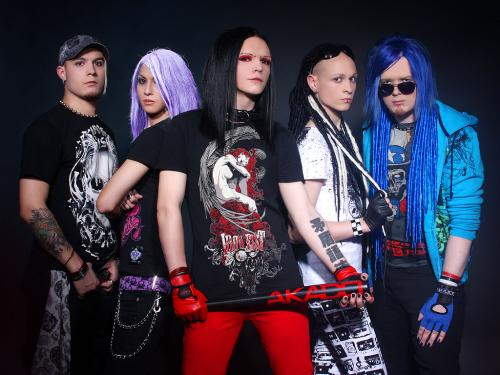
AKADO

С ростом популярности visual kei за пределами Японии стали появляться группы, находящиеся под его влиянием. Одной из самых первых подобных групп был китайский готик-рок коллектив Silver Ash, появившийся в 1997 году. В 2001 году на основе visual kei был создан имидж вокалиста немецкой группы Tokio Hotel, что способствовало резкому росту популярности коллектива среди девушек и уже в 2005 году сделало его одним из самых известных в Германии. В 2005 году появилась другая немецкая рок-группа — Cinema Bizarre. Она была создана пятью молодыми музыкантами, поклонниками visual kei. В это же время появляются и российские рок-группы, вдохновлённые visual kei, такие как Akado.
В 2004 году был основан первый общеевропейский портал JaME Europe, декларировавший своей целью поддержку visual kei музыкантов, прежде всего, японских:
Целью JaME стала продвижение современной японской музыки через создание и развитие различных форм средств массовой информации, имеющих отношение к японской музыке. JaME также старался наладить отношения с японскими музыкантами, чтобы организовывать или помогать в организации их концертов в Европе. В свою очередь, это естественно привело к тому, что JaME стал помогать японским музыкантами завязывать контакты с европейскими промоутерами/ дистрибьюторами, оказывать помощь в организации концертов, поиске спонсоров, а также в распространении японской музыки по всей Европе.
Портал помогает организации концертов visual-kei-групп в Европе, а после 2008 года — и в Америке, ещё больше увеличивая популярность этого жанра за пределами Японии.

### Visual kei в России и СНГ
Возрастающая популярность visual kei в мире помогла в популяризации жанра в том числе и в России. Начиная с конца 2009 года D'espairsRay, Мияви, Girugämesh , An Cafe, Mucc и следом за ними Versailles, Oz и Dir en grey посетили её в рамках своих туров. Также клипы Visual-kei-групп демонстрируются на российских музыкальных каналах.
Первыми исполнителями, посетившими Россию, были An Cafe в 2009 году. Участники группы были приятно удивлены количеством своих фанатов в России. Другим особо значимым событием стал приезд abingdon boys school в декабре того же года. Видео и фотографии с него попали в DVD их первого мирового тура. Всё это послужило мощным толчком, увеличив в несколько раз количество visual-kei-групп посетивших Россию в 2010 году, и желающих выступить в 2011.
Также более молодые visual-kei-группы начали выступать в странах СНГ. Группы OROCHI и GUILD смогли посетить Украину и Беларусь в 2010—2011 годах.

## Visual kei-индустрия
Вокруг Visual kei была создана целая индустрия, включающая в себя музыкальные лейблы, специализирующиеся на подобной музыке, профильные СМИ и фирмы-производители сценической одежды и аксессуаров.
Наиболее известными СМИ в вижуал-кэй являются журналы Cure, Shoxx и Zy. Первый из них, Cure (яп. オフィシャル) посвящён андерграунду, начинающим или просто инди-группам. SHOXX же в отличие от Cure описывает всю сцену вижуал-кэя. Отдельно стоит упомянуть журнал Zy (полное название Zy [zi:] Stylish & Community Rock Magazine) выпускаемый компанией Zy/Starchild. Он считается достаточно информативным и регулярно печатает обширные интервью, обзоры музыкальной продукции. Также в нём ведут свою колонку некоторые музыканты. Существуют и более узкопрофильные журналы — такие, как glare, печатающий табулатуры и ноты популярных композиций. Определённое внимание сцене вижуал-кэй уделяет и журнал Gothic & Lolita Bible, ведущее издание для приверженцев субкультуры лолит. Частично на это повлиял один из основателей журнала Мана, а также факт совместного развития вижуал-кэея и субкультуры лолит.
Кампании, разрабатывающие дизайн костюмов и аксессуары также имеют большое значение в вижуал-кэй-индустрии. Обычно у каждой компании есть своя аудитория. Так, Suppurate System, принадлежащая бывшему участнику Blam Honey Рёнаю, «одевает» своих знакомых и участников близких по звучанию групп — Ману, Кодзи, Каю и Мако. Другая фирма Death trap-ID специализируется на женственных костюмах, и её клиентами являются: Versailles, Кисаки и Gackt. Исполнители же жанра осярэ, часто следуют моде Харадзюку. Имидж некоторых групп этого направления — таких, как An Cafe и Zoro, даже первоначально определяли как decora kei, намекая о их связи с движением Декора и Фрутс.
Первым музыкальным лейблом полностью специализировавшиеся на вижуал-кэй, был Free-Will, открытый ещё в 1986 году. Он был создан известным вижуал-кэй-музыкантом первой волны Томми «Динамитом», и первоначально создавался для продюсирования его группы COLOR. Впоследствии им совместно с более крупными King Records и другими, были созданы ряд дочерних лейблов, где записываются такие известные группы, как The Gazette, Kra, SuG и другие. Но репутация Томми изрядно пострадала после его ареста в связи с обвинениями в мошенничестве на 324 миллиона иен (2,8 миллиона долларов). Помимо этих «гигантов», остальную часть вижуал-сцены занимают независимые лейблы, в частности, Under Code Production, считающийся на инди-сцене основным, SpeedDisk и Anarchist Records, принадлежащий Кэндзи из Anti Feminism. Достигшие же успеха и популярности коллективы, как правило подписывают контракты с лейблами из большой четвёрки — Sony Music, EMI Music Japan и т. д.
Наиболее значимыми мероприятиями считаются hide Memorial Summit — двухдневный концерт, посвящённый десятилетию со дня смерти hide, прошедший 3—4 мая 2008 года в Токио (почти все принявшие здесь участие группы сыграли кавер на одну из его песен, которые потом были выпущены отдельным диском), а также ежегодный V-ROCK FESTIVAL, прошедший впервые в Токио 24 и 25 октября 2009 года и собравший самые популярные Visual-kei-группы Японии. Тогда на нём также выступил Мэрилин Мэнсон, помимо этого на фестивале выступают западные группы которым близка идея visual kei, например BLACK VEIL BRIDES. Также проводится мероприятия, посвящённые hide и показы мод от фирм, производящих сценическую одежду для visual kei музыкантов.